# چیپ و دیل: تکاوران نجات (فیلم)
چیپ و دیل: تکاوران نجات (به انگلیسی: Chip 'n Dale: Rescue Rangers) یک فیلم لایواکشن/پویانمایی کمدی اکشن-ماجراجویی آمریکایی محصول سال ۲۰۲۲ است که بر اساس شخصیت‌های چیپ و دیل و مجموعه تلویزیونی پویانمایی با همین نام ساخته شده‌است. در این فیلم به کارگردانی اکویا شوفر و نویسندگی دن گرگور و داگ ماند، بازیگرانی چون جان مولانی و اندی سمبرگ به ترتیب به عنوان صداپیشگان چیپ و دیل در کنار ویل آرنت، اریک بانا، کیگان-مایکل کی، ست روگن، جی.کی. سیمونز و. کیکی لین در نقش‌آفرینی می‌کنند. این فیلم یک محصول مشترک بین والت دیزنی پیکچرز، تهیه‌کنندگان دیوید و تاد لیبرمن از مندویل فیلمز و د لنلی آیلند (که شافر و سمبرگ بخشی از آن هستند) است.
چیپ و دیل: تکاوران نجات در اورلاندو در ۱۶ مه ۲۰۲۲ نمایش داده شد، و در ایالات متحده در ۲۰ مه ۲۰۲۲ از طریق پخش جریانی در دیزنی پلاس به عنوان یک فیلم اصلی دیزنی پلاس منتشر و نقدهای مثبتی را دریافت کرد. منتقدان این فیلم را از نظر پویانمایی، متا کامنت، طنز و صداپیشگی تحسین کردند و هالیوود ریپورتر با تحسین از صداپیشگی مولانی و سمبرگ و طنزهای فیلم آن را «خنده‌دارترین فیلم سال، چه پویانمایی یا لایو اکشن» نامید.

## داستان
در دنیایی که انسان‌ها و شخصیت‌های کارتونی در آن با هم زندگی می‌کنند، چیپ و دیل در مدرسه ابتدایی با هم آشنا می‌شوند و سریع دوستان خوبی می‌شوند. آنها بعداً به هالیوود نقل مکان می‌کنند و در اوایل دهه ۱۹۹۰ در سریال تلویزیونی موفق چیپ و دیل: تکاواران نجات بازی می‌کنند. هنگامی که دیل برنامهٔ خود را با نام دو-صفر-دیل دریافت می‌کند، این دو با هم درگیر می‌شوند و هر دو سریال در نهایت لغو می‌شوند.
سی سال بعد، چیپ یک فروشنده موفق بیمه است در حالی که دیل بیشتر وقت خود را در مدار کنفرانس هواداران می‌گذراند. مونتری جک، همبازی قدیمی‌شان، که به دلیل اعتیاد به پنیر بدبو، به باند جنایتکار بدهکار است، با آن دو تماس می‌گیرد. مونتی به این زوج در مورد یک عملیات قاچاق هشدار می‌دهد که در آن تون‌ها ربوده می‌شوند، ظاهرشان تغییر می‌کند، و به خارج از کشور فرستاده می‌شوند تا آثارشان را تا آخر عمر به صورت غیرقانونی تولید کنند. بعداً به آن دو اطلاع داده می‌شود که مونتی ربوده شده‌است. کارآگاه الی استکلر نشان می‌دهد که یکی از طرفداران بزرگ تکاواران نجات است و با دستان بستهٔ پلیس، به چیپ و دیل پیشنهاد می‌کند که خودشان تحقیق کنند.
چیپ و دیل از بیورنسون پنیرفروش، فروشنده پنیر مونتی دیدن می‌کنند و در مورد باند جنایتکار می‌پرسند. آنها به قسمت دره عجیب شهر برده می‌شوند و با رهبر گروه، سویت پیت—نسخه بزرگسال پیتر پن—و سرسپردگانش باب و جیمی ملاقات می‌کنند. سویت پیت متوجه می‌شود که آنها در حال تحقیق در مورد تجارت او هستند و سعی می‌کند این جفت را دستگیر کند، اما سنجاب‌ها فرار می‌کنند. این دو بعداً اکتشافات خود را با الی در میان می‌گذارند و متوجه می‌شوند که او با کاپیتان پلیس پاتی وضعیت خوبی ندارد، زیرا به دلیل رفتار بد و حمله به استودیو نیکلودئون نتایج فاجعه‌باری به همراه دارد. با کمک الی، سنجاب‌ها به صورت مخفیانه وارد حمام می‌شوند تا ردیاب تناسب اندام پیت را بدزدند. آنها حرکات او را به یک انبار اسکله ردیابی می‌کنند، هرچند که تا زمان رسیدن پلیس رها شده‌است. در داخل، آنها یک ماشین عملیاتی بزرگ را پیدا کردند که برای تغییر بدن تون‌ها طراحی شده‌است، همراه با چندین قسمت تون، از جمله سبیل مونتی.
در ایستگاه پلیس، این زوج بر سر از دست دادن مونتی و کینه‌های گذشته‌شان بحث می‌کنند، اما بوی ادکلن مونتی را استشمام می‌کنند. با درک اینکه کاپیتان پاتی یا الی با سویت پیت کار می‌کنند، آن دو از ایستگاه فرار می‌کنند. در جشنواره در حال انجام، آنها سعی می‌کنند سونیک زشت را متقاعد کنند تا از مخاطبین اف‌بی‌آی خود کمک بخواهد، اما سویت پیت و یارانش با استفاده از پست‌های رسانه‌های اجتماعی دیل را ردیابی کرده‌اند. در تعقیب و گریز ادامه‌دار، باب توسط تیگرا و لومیر مهار می‌شود، اما چیپ توسط پیت و جیمی دستگیر شده و به انبار برده می‌شود. الی همچنین توسط کاپیتان پاتی به آنجا اغوا می‌شود و نشان می‌دهد که او بخشی از گروه جنایتکار است و برای پیت پوشش داده‌است، از جمله به الی انعام دروغین داده‌است.
پیت از الی می‌خواهد که با دیل تماس بگیرد تا او را به انبار بکشاند، اما الی با استفاده از قسمت‌های تکاوران نجات یک پیام رمزگذاری شده ارسال می‌کند. دیل متوجه می‌شود که الی دچار مشکل شده‌است و برای کمک به گجت و زیپر که اکنون ازدواج کرده‌اند و بچه دارند، می‌آید. دیل با استفاده از یک آتش‌بازی وارد انبار می‌شود، که داخل دستگاه قرار می‌گیرد و قبل از استفاده در تراشه آن را متوقف می‌کند. این دستگاه به هم می‌ریزد و جیمی را به یک پری و پیت را به ترکیبی عظیم از انواع مختلف تبدیل می‌کند. در حالی که الی می‌جنگد و پاتی را شکست می‌دهد، پیت چیپ و دیل را در انبار تعقیب می‌کند، و نشان می‌دهد که محل فیلم‌برداری از غارت‌ها نیز هست. سنجاب‌ها پیت را به اسکله فریب می‌دهند و از ترفندی از نمایش خود برای به دام انداختن او استفاده می‌کنند.
اف‌بی‌آی به رهبری سونیک زشت برای دستگیری پیت از راه می‌رسد. او یک گلوله توپ را به سمت چیپ شلیک می‌کند، اما دیل آن را مسدود می‌کند و بیهوش می‌شود. چیپ می‌ترسد دیل مرده‌است و به خاطر رفتار خود در طول سال‌ها عذرخواهی می‌کند، اما دیل نشان می‌دهد که توسط چیپ طلایی پوگ که به او داده بود محافظت شده‌است. سنجاب‌ها همهٔ توون‌های سرگردان، از جمله مونتی را آزاد می‌کنند، و تکاوران نجات دوباره متحد می‌شوند. دیل آنها را به الی معرفی می‌کند که تصمیم می‌گیرد آژانس کارآگاهی خود را باز کند. با ترک تیم، دیل دوباره راه اندازی مجدد تکاوران نجات را پیشنهاد می‌کند، اما چیپ اصرار دارد که ابتدا فیلمنامه را ببیند. تیتراژ پایانی گروه جنایتکار را در زندان نشان می‌دهد، مونتری جک به حالت عادی بازگشته است، و تکاوران نجات بخشی از راه‌اندازی مجدد را می‌گیرد.

## بازیگران
- جان مولانی در نقش چیپ، رهبر نترس، خوش‌بین، بالغ و یکی از بنیانگذاران تکاوران نجات، با استانداردهای اخلاقی قوی.[۱۰]
  - میسون بلومبرگ در نقش چیپ جوان
- اندی سمبرگ در نقش دیل، بهترین دوست خوش‌شانس چیپ و یکی از بنیانگذاران تکاوران نجات، که معمولاً قبل از فکر کردن عمل می‌کند. ظاهر امروزی دیل با پویانمایی رایانه‌ای فوتورئالیستی به جای پویانمایی‌های سنتی مانند سایر اعضای تیم به تصویر کشیده شده‌است. این در فیلم به عنوان «جراحی CGI» که معادل جراحی پلاستیک است توضیح داده شد.[۱۰]
  - جولیت دوننفلد در نقش دیل جوان
- کیکی لین در نقش کاراگاه الی استکلر، افسر تازه‌کار اداره پلیس لس آنجلس و طرفدار تکاوران نجات.[۱۱][۱۲][۱۳]
- ویل آرنت در نقش سوییت پیت (Sweet Pete)، نسخه میانسال و چاق پیتر پن که پس از اخراج به دلیل سنش به یک رئیس جنایت تبدیل شد.[۱۴]
- اریک بانا در نقش مونتری جک (Monterey Jack)، یک موش استرالیایی عاشق پنیر و یکی از اعضای تکاوران نجات.[۱۱]
- فلولا بورگ در نقش دی‌جی هرتسوگن‌آوراچ (DJ Herzogenaurach)، یک دی‌جی مار که از طرفداران چیپ و دیل است.
- دنیس هیزبرت در نقش زیپر، مگس خانگی و عضوی از تکاوران نجات.[۱۴] او و گجت در نهایت پس از لغو برنامه ازدواج کردند و صاحب فرزند شدند.
- کیگان-مایکل کی در نقش بیورنسون پنیر فروش، سرسپردهٔ ماپت که برای سویت پیت کار می‌کند.[۱۱]
  - کی همچنین صدای یکی از همکارهای قورباغه چیپ را بر عهده دارد.
- ترس مک‌نیل در نقش گجت هک‌رنچ (Gadget Hackwrench)، یک موش مبتکر و عضوی از تکاوران نجات. او و زیپر در نهایت پس از لغو برنامه ازدواج کردند و صاحب فرزند شدند. مک نیل نقش خود را از سریال اصلی تکرار می‌کند.[۱۱]
  - مک نیل همچنین صداپیشگی صدای سنجاب چیپ را بر عهده دارد و به‌طور خلاصه نقش خود را از سریال اصلی تکرار می‌کند.
- ست روگن در نقش باب، یک سرسپردهٔ کوتوله وایکینگ که برای سویت پیت کار می کند.
  - روگن همچنین نقش‌های صوتی پومبا را از نسخه ۲۰۱۹ شیر شاه ، منتیس از سه‌گانه پاندای کونگ فو کار و باب از هیولاها علیه بیگانگان را تکرار می‌کند.
- جی. کی. سیمونز در نقش کاپیتان پاتی، یک کارآگاه پلیس در قالب پویانمایی خمیری که در حال بررسی پرونده‌های گم شده‌است.[۱۱]
- تیم رابینسون در نقش سونیک زشت (Ugly Sonic؛ آگلی سانیک)، طرح اولیه سونیک خارپشت از تریلر اول فیلم ۲۰۲۰ که اکنون به عنوان یک بازیگر سرگردان به تصویر کشیده شده‌است که می‌خواهد پس از اخراج از فیلم، بازگشتی داشته باشد.[۱۵]
- کریس پارنل در نقش دیو بولیناری، نماینده دیل.[۱۶]
- داوون مک‌دونالد در نقش جیمی، سرسپردهٔ خرس‌های قطبی که برای سویت پیت کار می‌کند.

## کامئوها

طرح اولیه سونیک از اولین تریلر سونیک خارپشت (تصویر) با تغییراتی در این فیلم پارودی می‌شود.

چیپ و دیل: تکاوران نجات مملو از کامئوهای کوتاه از شخصیت‌های کلاسیک دیزنی تا شخصیت‌های گمنام تلویزیونی است؛ با اینحال هیچ‌یک از این شخصیت‌ها به اندازه «سونیک زشت» (Ugly Sonic؛ آگلی سانیک) مخاطبان را غافلگیر نکرده‌است. چهرهٔ سونیک قبلاً با انتشار تریلر جنجالی سونیک خارپشت (۲۰۲۰) و واکنش شدید منتقدان و هواداران تبدیل به یک میم اینترنتی شده بود و جف فاولر، کارگردان فیلم، مجبور شده بود تا طرح پارامونت پیکچرز را اصلاح کرده و فیلم را چند ماه به تعویق بیندازد. سونیک زشت اکنون با صداپیشگی تیم رابینسون، در یک کنوانسیون فیلم غرفهٔ خودش را مدیریت می‌کند و عکس‌های امضاشده از خودش را می‌فروشد. او به واکنش‌ها اشاره می‌کند و می‌گوید کسانی که در این کنوانسیون هستند «من را به خاطر آنچه هستم دوست دارند، نه مثل دفعهٔ قبل که اینترنت یک نگاه به دندان‌های انسانی من کرد و آن مکان را سوزاند». سونیک زشت حتی ادعا می‌کند که در یک برنامهٔ تلویزیونی واقعی با اف‌بی‌آی به نام «سونیک زشت، جنایات زشت‌تر» شغلی پیدا کرده‌است و رفقایی در آنجا دارد.
علاوه بر این، کوری بورتون به‌طور خلاصه هر دو نقش صدای سنجاب دیل و زیپر را از سری اصلی تکرار می‌کند. جف بنیت در نقش لومیر از کینگدم هارتس ۲ و جاذبه‌های پارک موضوعی دوباره بازی می‌کند. لیز کاکوفسکی صداپیشگی تیگرا را بر عهده دارد که پس از حضورش در فیلم انتقام‌جویان: متحد ایستاده‌اند مدل شده‌است. ریچل بلوم صداپیشگی فلاندر از نسخه ۱۹۸۹ پری دریایی کوچولو، کوبی از پسران گمشده از پیتر پن، مادر چیپ، و بارت سیمپسون بوت‌لگ شده در میان شخصیت‌های دیگر را بر عهده دارد. استون کورتیز چپمن صداپیشگی بالو را از نسخه ۲۰۱۶ کتاب جنگل انجام می‌دهد، که گفته می‌شود قبل از جراحی سی‌جی‌آی همان بالو از تیل‌آسپین بوده‌است. چارلز فلیشر دوباره نقش خود را در نقش راجر ربیت بازی می‌کند. دیوید تننت نقش خود را در نقش اسکروج مک‌داک از نسخه ۲۰۱۷ داک‌تالس بازی می‌کند. آلن اوپنهایمر هم صداپیشگی هی-من و هم اسکلتور را از هی-من انسان و اربابان جهان بر عهده دارد. جورما تاکونی نسخه دنیای توسعه‌یافته دی‌سی بتمن را به همراه نقش‌های فرعی دیگر بر عهده دارد. جیم کامینگز نقش گربه چاق را از سری اصلی چیپ و دیل، شردر از مجموعه انیمیشن لاک‌پشت‌های نینجا در سال ۱۹۸۷، پیت و دارک‌وینگ داک، و همچنین صداپیشگی نسخه‌های غیرقانونی وینی د پو و تیگر را بازی می‌کند. ضبط‌های آرشیوی بتی لو جرسون در نقش کرولا د ویل برای خنده سویت پیت مورد استفاده قرار گرفت و آکیوا شافر صداهایی را برای نقش‌های فرعی متعددی از جمله ئی.تی. موجود فرازمینی ارائه می‌کند و در عین حال کارگردان نمایش اصلی را نیز بازی می‌کند. پائولا عبدل به‌عنوان یک نسخه پیر شده از خود به همراه ام‌سی اسکات کت از ویدیوی او برای «جاذبه مخالف» ظاهر می‌شود و همچنین صداپیشگی گزارشگر سه‌بعدی را بر عهده دارد. پل راد و وین دیزل در نقش خودشان به صورت کامئو ظاهر می‌شوند. تد استونز، خالق اورجینال تکاوران نجات، به عنوان صدای یک مدیر استودیو ظاهر می‌شود.
از دیگر شخصیت‌های پویانمایی موجود در کاتالوگ دیزنی می‌توان به سه خوک فسقلی، فرش جادویی از نسخه ۱۹۹۲ علاءالدین، لیندا فلین-فلچر از فینیس و فرب، سرهنگ از صد و یک سگ خالدار، خانه کوچک، داک مک‌استافین، وینشل و دانکن از رالف خرابکار و نورتون نیمنول از سری اصلی اشاره کرد. شخصیت‌های غیردیزنی عبارتند از شخصیت‌های نامشخص با چهره‌ای مبهم از مجموعه پویانمایی و مانگا ناروتو، دو گربه از اقتباس سینمایی سال ۲۰۱۹ از فیلم موزیکال گربه‌ها اثر اندرو لوید وبر، بلستر از از تبدیل‌شوندگان، شش پونی از پونی کوچولوی من، رندی مارش از ساوت پارک، مک‌گراف سگ جنایی، کارآگاه فلورز از دهان بزرگ و دو خوک از مزرعه حیوانات.
دقیقاً مانند چه کسی برای راجر رابیت پاپوش دوخت؟ این فیلم نیز با چالش نقض حق تکثیر روبرو شد. شفر می‌گوید: «[شخصیت‌هایی] که در فیلم می‌بینید - گاهی اوقات قبل از اینکه بتوانیم یکی از آنها را پیدا کنیم، باید دو یا سه چیز دیگر را امتحان می‌کردیم. «این یک فرایند بود. [...] شما معمولاً از یک فیلم بیرون نمی‌آیید و می‌خواهید از وکلا تشکر کنید، اما ما واقعاً به وکلای دیزنی مدیون هستیم که بازیکنان تیم هستند. [آنها] در مورد این مسئله بسیار خوش‌بین بودند و واقعاً ارزش چیزهای شخص ثالث را دیدند و واقعاً سخت کار می‌کردند. ما فکر می‌کردیم: اوه، اگر پونی کوچولوی من در فیلم باشد، خیلی خوب می‌شود، و آن‌ها در راهروها می‌دویدند […]، اما سپس [وکلا] باید بروند به ماتل زنگ بزنند و فیلم را به آنها بفرست، و به آنها بگو که [شخصیت‌ها] مسخره نمی‌شود، و بعد من باید سوار شوم و بعد و غیره… اما این [فیلم] را بسیار بهتر می‌کند.»

## تولید

### توسعه و پیش تولید

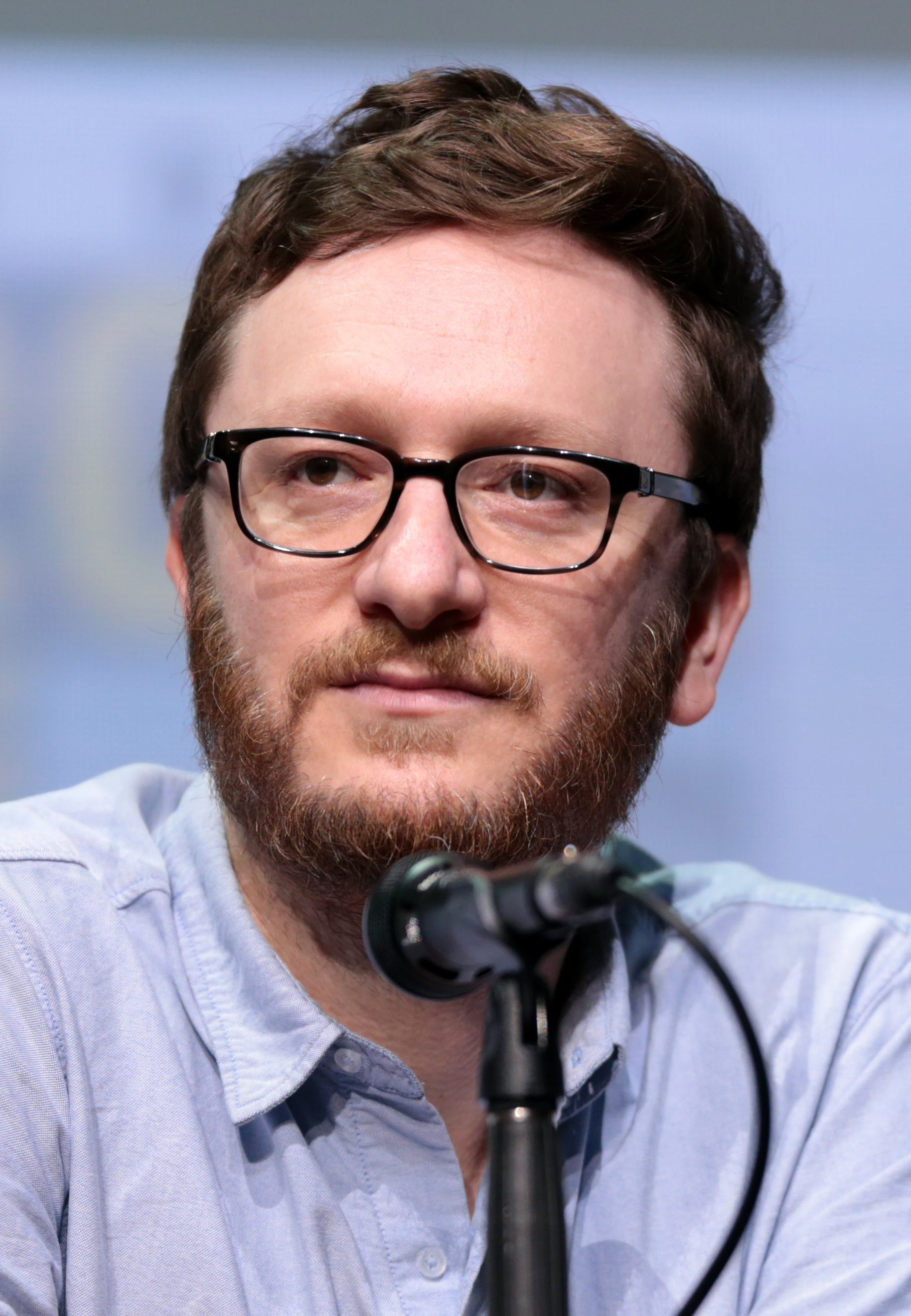
اکویا شوفر، کارگردان فیلم.

در ۳۱ ژانویه ۲۰۱۴، اعلام شد که شرکت والت دیزنی در حال توسعه یک فیلم بلند لایو اکشن بر اساس مجموعه پویانمایی بعد از ظهر دیزنی چیپ و دیل: تکاوران نجات (مجموعه تلویزیونی) با استفاده از جلوه‌های ویژه سی‌جی‌آی، شبیه به سری فیلم‌های آلوین و سنجاب‌ها از استودیو قرن بیستم است. دیوید هابرمن و تاد لیبرمن به‌عنوان تهیه‌کننده آن قرارداد امضا کردند، در حالی که رابرت روگان برای نویسندگی و کارگردانی فیلم استخدام شد، که حول محور داستان اصلی برای تکاوران نجات است.
در ماه مه ۲۰۱۹، اکویا شوفر قراردادی را برای جایگزینی روگان به عنوان کارگردان فیلم بسته بود، در حالی که دن گرگور و داگ ماند به عنوان نویسندگان جدید پروژه معرفی شدند، این بار حول محور برداشتی «متا، چیزی خودارجاعی و جالب» از فیلم شخصیت‌ها و دیوید هابرمن و تاد لیبرمن به عنوان تهیه‌کنندگان آن بازگشتند و این پروژه محصول مشترک والت دیزنی پیکچرز و مندویل فیلمز خواهد بود. گرگور و ماند فیلمنامه جدید را به عنوان دنباله معنوی چه کسی برای راجر رابیت پاپوش دوخت؟ با در نظر گرفتن تغییرات تکنیک‌های پویانمایی در چهار دهه پس از ساخت راجر ربیت آغاز کرده بودند. آن‌ها می‌خواستند آنچه را که احساس می‌کردند راجر ربیت را موفق می‌کرد، حفظ کنند. شفر گفت که آنها در حالی که بیشتر عناصر کمدی را شامل کردند بیشتر تحت تأثیر فیلم‌های دهه ۱۹۹۰ مانند سری اسلحه مرگبار قرار گرفتند.

### نقش‌ها
در نوامبر ۲۰۲۰، گزارش شد که کوری برتون نقش خود را از این سریال به عنوان صداپیشه زیپر دوباره بازی خواهد کرد. اگرچه گزارش‌های اولیه می‌گفتند که برتون به عنوان صدای دیل نیز بازخواهد گشت، اما در دسامبر ۲۰۲۰ اعلام شد که اندی سمبرگ صداگذاری این شخصیت را بر عهده خواهد داشت. جان مولانی در نقش چیپ در همان آنونس فاش شد و ست روگن اعلام شد که نقش کوتاهی در این فیلم خواهد ساخت. بازیگران اضافی با انتشار تیزر تریلر در ۱۵ فوریه ۲۰۲۲ اعلام شد

### فیلمبرداری
تصویربرداری اصلی در ۱۶ مارس ۲۰۲۱ در لس آنجلس با لری فانگ به عنوان فیلمبردار آغاز شد.

## انتشار
چیپ و دیل: تکاوران نجات به عنوان یک فیلم اصلی دیزنی پلاس در ۲۰ می ۲۰۲۲ اکران شد.

## بازخورد
در وبگاه جمع‌آوری نقد راتن تومیتوز، ٪۸۰ از ۱۲۸ بررسی منتقدان مثبت است و میانگینِ امتیاز آن ۷/۱۰ است. اجماع این وبگاه چنین می‌نویسد: «برخی از فیلم‌های بازراه‌اندازی‌شده گاهی اوقات شکست می‌خورند، اما چیپ و دیل: تکاوران نجات فیلمی تیز و خنده‌دار است که کار خود را به درستی انجام داده و (تقریباً) هرگز شکست نمی‌خورد.» متاکریتیک که از میانگین وزنی استفاده می‌کند، بر اساس ۲۳ منتقد، امتیاز ۶۶ از ۱۰۰ را به فیلم اختصاص داده‌است که نشان دهنده «نقدهای عموماً مطلوب» است.

## آینده
پس از اکران فیلم، نویسندگان دن گرگور و داگ ماند گفتند که علاقه‌مند به نوشتن فیلمنامه‌ای برای یک دنباله هستند اما این به محبوبیت فیلم اول بستگی دارد.